# SS-067 정운
SS-067 정운은 장보고급 잠수함 9척 중에서 6번함이다.

## 역사
1996년 5월 7일, 한국 해군의 6번째 잠수함인 `정운함'의 진수식이 7일 오전 대우조선해양 옥포 조선소에서 안병태 해군참모총장, 윤원석 회장 등 군 및 업계 관계자들이 참석한 가운데 열렸다.
정운함은 조선 중기의 명장 정운(1543-1592)의 이름을 딴 것으로, 정운은 1591년 전남 고흥 녹도의 만호(종4품)로 부임한 뒤 임진왜란이 나자 충무공 이순신 장군과 함께 옥포해전, 한산도 해전에 참가, 왜선을 격파해 대승을 거뒀으며 부산포 해전에서 왜적의 총탄에 전사했다.
2013년 9월, 창정비를 위해 정운함이 대우조선해양(주) 특수선 안벽에 입창했다. 창정비 동안 선체 정비, 축전지 교체, 추진전동기 분해정비 등 총 1905건(잠망경 등 탑재장비에 대한 군직정비 506건 포함)의 정비 후 약 2달여 동안 최대작전심도 시험 등 총 85항목의 시험을 완벽히 수행해 최종 성능을 확인했다. 창정비에는 모두 14개월이 걸렸다.
2017년 10월 11일, 경남 진해 해군잠수함사령부(이하 잠수함사) 소속 정운함(장보고급, 1200톤)이 부대창설 20주년을 맞이면서, 동시에 안전항해 20만 마일(약 37만400km)을 달성했다. 20만 마일은 지구둘레 약 9바퀴, 우리나라에서 하와이까지 왕복 10회와 같다.

## 붉은 졸업장
해군 잠수함사령부 정운함 소속 박재원(38·해사 56기) 소령이 러시아 해군 지휘참모대학 위탁교육과정 중 우수한 성적을 거둬 한국 해군 최초로 ‘붉은 졸업장’을 받았다. 우리 해군도 대한민국의 국격과 우리 군의 명예를 드높인 박 소령의 공로를 인정해 참모총장 표창을 수여했다.
박 소령은 지난 2015년 9월 러시아 해군 지휘참모대학 과정에 입교해 2017년 6월까지 약 2년 간 교육 받았다. 박 소령이 입교한 러 해군 지참대는 매년 영관급 러시아 장교 100여명과 외국군 장교 20여명이 2년간 군사학 석사교육을 받는 과정으로, ‘붉은 졸업장’은 이들 교육생 중 러시아 장교 4명과 외국군 장교 1명에게만 주어진다.

## 어뢰관
한국 해군이 보유, 인수한 18척의 잠수함(손원일급 잠수함 9척, 장보고급 잠수함 9척) 모두 스윔아웃(swim-out) 발사관과 압축공기 발사관을 보유하고 있다.
어뢰는 주로 4기의 스윔아웃 발사관으로 발사하며, 주로 서브 하푼 잠대함 미사일(하푼 block 2의 서브 하푼 버전)과 해성-2라고 알려져 있는 잠대지 현무-3인 ssms-970k 등의 크루즈 미사일을 발사할 때 압축공기발사관을 사용한다. 압축공기 발사관은 잠수함의 부상과 잠항, 트림(trim) 제어 등에 필수적인 압축공기 소모가 크고, 특히 심심도에서 사용할 때에는 대량의 압축공기를 사용하여 압축공기 소모가 크고 소음도 크게 빌생한다는 단점이 있다.

## 같이 보기
- 209형 잠수함